# Schneewittchen (1933)
Schneewittchen ist ein US-amerikanischer animierter Kurzfilm von Dave Fleischer aus dem Jahr 1933. Es war der 43. Cartoon der Betty-Boop-Filmreihe.

## Handlung
Die Königin lässt sich vom Zauberspiegel bestätigen, dass sie die Schönste im ganzen Land ist. Betty Boop erscheint, um ihre Stiefmutter zu besuchen, und der Zauberspiegel ernennt nun sie zur Schönsten im ganzen Land. Die Königin fordert die Köpfung von Betty Boop, die von Hund Bimbo und Clown Koko ausgeführt werden soll. Beide bringen Betty Boop in den Wald und binden sie an einen Baum. Sie bereiten die Hinrichtung vor, zerstören ihre Werkzeuge jedoch am Schleifstein vollständig. Schleifstein und Richtblock versenken beide in einem Erdloch, in das sie schließlich auch selbst fallen. Betty Boop wird vom Baum selbst befreit, stürzt jedoch in den Schnee, rollt als großer Schneeball los und landet kurz darauf eingeschlossen in einem Schneesarg in einem Fluss. Der Schnee gefriert und lässt sie in einem Eissarg zurück, der in das Heim der sieben Zwerge gelangt. Die Zwerge transportieren Betty Boop im Eisblock in eine magische Höhle.
Die Königin hat sich mithilfe des Spiegels unterdessen in eine Hexe verwandelt. Sie erkennt, dass Betty Boop nicht tot ist und begibt sich in die magische Höhle. Ihr folgen Bimbo und Koko, wobei Koko St. James Infirmary zu singen beginnt. Die Hexe verwandelt ihn mithilfe des Spiegels in einen Geist. Als Koko das Lied zu Ende gesungen hat, verzaubert ihn die Hexe zu Eis, wie auch Bimbo zu Eis wird. Die Hexe wird wieder zur Königin, die erneut ihren Spiegel nach der Schönsten im Land befragt. Der Spiegel explodiert und verwandelt die Königin in ein drachenähnliches Monster; Betty Boop, Bimbo und Koko erlangen ihre ursprüngliche Gestalt zurück und werden vom Monster gejagt. Am Ende gelingt es Bimbo, die Zunge des Monsters zu fassen und das Wesen so von innen nach außen zu wenden. Das Skelettmonster flieht und Betty Boop, Bimbo und Koko tanzen im Schnee.

## Produktion
Schneewittchen wurde von Roland Crandall animiert; die Arbeit am Film nahm ca. ein halbes Jahr in Anspruch. Betty Boop und die Königin werden im Original von Mae Questel gesprochen, während Kokos Gesang von Cab Calloway stammt. Es war nach dem Talkartoon Minnie the Moocher (1932) das zweite Zusammentreffen von Betty Boop und Cab Calloway; ein drittes Mal kamen beide im Film Betty Boop’s Rise to Fame (1934) zusammen. Eine Besonderheit von Schneewittchen war, dass Cab Calloways Tanz per Rotoskopie auf Kokos Tanz zu St. James Infirmary übertragen wurde.
Schneewittchen gilt als „cartoon noir“ mit deutlichen Bezügen zur Unterwelt, die im Film nicht nur durch die magische Höhle, sondern auch durch das Lied St. James Infirmary dargestellt werden. Der Film spielt mit Metamorphosen und beinhaltet schwarzen Humor. Die aufreizende Betty Boop wird als unschuldiges Schneewittchen präsentiert, während die Königin Züge von Popeyes Frau Olivia (im Original Olive Oyl) hat. Beim Spiegel der Königin kommt Blackfacing zum Einsatz. Die rassistische Note, die durch den Status des Spiegels als „Sklave“ der Königin verstärkt wird, wird jedoch durch Cab Calloways Auftritt im Film teilweise aufgehoben.
Schneewittchen kam am 31. März 1933 in die US-amerikanischen Kinos. In Deutschland ist der Film auf verschiedenen Betty-Boop-Kompilations-DVDs herausgekommen, darunter auch in einer kolorierten Fassung.

## Auszeichnungen
Als besonders erhaltenswert wurde Schneewittchen 1994 in das National Film Registry aufgenommen. 